# Beanball
Ein Beanball (von engl. ugs. bean ‚Kopf‘) ist ein Wurf des Pitchers im Baseball, der den gegnerischen Batter mit voller Absicht trifft (Hit by Pitch). Ein Beanball gilt als grobes Foulspiel und kann in schweren Fällen (z. B. bei Wurf an den Kopf) zum sofortigen Platzverweis durch den Umpire führen.
Ein Pitcher wirft meist einen Beanball, wenn er eine als unsportlich empfundene Aktion des Gegners bzw. des gegnerischen Teams „rächen“ will. Ein Beanball kann tödlich sein: 1920 starb Ray Chapman durch einen Kopftreffer.
Sowohl beim Beanball als auch beim Brushback pitch wird der Körper des Batters anvisiert, doch während beim Beanball der Gegner explizit getroffen werden soll, soll der Brushback pitch „nur“ bedrohlich nahe vorbeifliegen.